# Пушкин, Григорий Гаврилович
Григорий Гаврилович Пушкин (ок.1605 — 1656) — боярин и дворецкий, затем — боярин и оружничий, старший брат окольничего Степана Гавриловича, сын Гавриила Григорьевича Пушкина.

## Биография
В окладной книге 1616 г. Григорий Гаврилович Пушкин упоминается, как «стряпчий с платьем».
В 1625 году, уже будучи стольником, он находился в свите государевой при приёме (17-го мая) Кизильбашского (персидского) посла, а когда, после приёма, посол был приглашён ко столу, то Григорий Гаврилович был среди стольников, которым было приказано «есть ставить пред государем».
В 1626 году (4-го октября) Пушкин с отцом своим, думным дворянином Гавриилом Григорьевичем, да братом Степаном Гавриловичем получил отпуск из Москвы в деревню, но уже 5-го февраля 1626 года был на второй свадьбе царя Михаила Феодоровича в числе поезжан.
В 1630 году (11-го марта), ввиду ожидавшегося набега крымцев, указано было воеводам быть по полкам, и стольник Г. Г. Пушкин назначен был 1-м «большим» воеводою сторожевого полка, стоявшего в Пронске, откуда возвратился в октябре того же года.
В 1632 году (5-го апреля) было указано ему быть «меньшим» воеводою в большом полку в Переяславле-Рязанском, но в ноябре того же года полковые воеводы были отпущены.

## Дипломатическая служба
В 1634 году, по Поляновскому миру (заключённому 17-го мая), решено было послать «межевых» судей для проведения новых границ, согласно с условиями этого мира. Посланы они в пять различных пунктов, причём в Путивль были назначены: стольник Г. Г. Пушкин с дворянином Гр. Алябьевым и дьяком Нероновым.
В следующем (1635) году пограничные комиссары («межевые судьи») опять съехались и опять безрезультатно.
В августе 1637 года в третий раз был назначен пограничный съезд для межевания, причём Пушкин был послан в г. Брянск на место кн. Р. П. Пожарского, и только в 1638 году удалось, наконец, составить запись.
В 1639 и 1640 годах стольник Г. Г. Пушкин был городовым воеводою в Путивле и в 1641 году возвратился в Москву.
В 1642 году (8-го мая) указано было быть воеводам по «местам», и при этом Пушкин назначен был 3-м воеводой на Тулу.
В 1644 году, в феврале, вышел указ боярину кн. Алексею Михайловичу Львову (с титулом «наместника Суздальского»), да стольнику Григорию Гавриловичу Пушкину (с титулом «наместника Алаторского») и дьяку Михаилу Волошенинову отправиться в посольство в Польшу к королю Владиславу III, с поручением 1) требовать наказания и даже казни некоторых лиц за умаление в грамотах царского титула, 2) просить о выдаче пленных и о присылке межевых судей (размежевание границ по Поляновскому договору, несмотря на частые съезды, ещё не закончилось) и, наконец, 3) требовать выдачи двух самозванцев, укрывавшихся в Польше, особенно же польского шляхтича Яна-Фавста Лубы, который называл себя сыном Лжедимитрия. Назначенный в посольство, Пушкин в том же феврале 1644 года был пожалован из «стольников» в «думные дворяне». В мае посольство отправилось из Москвы. Вскоре по приезде послы договорились о титуле и рубежах, а наконец и о выдаче Лубы. Как ни старались польские паны отстоять шляхтича Лубу и не выдать его, но послы добились всё-таки и этого, однако с условием, чтобы государь не велел казнить присланного с польскими послами Лубу, но с ними же отослал обратно. Кроме того, послы, для вероятности, потребовали от панов «укрепленья за руками и печатями» и вдобавок пригрозили, что если Луба не будет прислан, то заключённый теперь договор будет «не в приговор и межи — не в межу». Обещание, как известно, было выполнено поляками в том же году. Государь был очень доволен результатами посольства, и глава посольства, боярин Львов, был пожалован «дворечеством с путём», а Пушкин из думных дворян пожалован в окольничие, хотя только что перед посольством, в том же году, пожалован был в думные дворяне. Кроме того, послы были пожалованы приглашением (17-го ноября) к столу Государеву, а после стола награждены подарками: Пушкин получил «шубу атлас золотной», «кубок», да придачу к прежнему денежному окладу. В том же году, когда польские послы прибыли к Государю и после аудиенций должны были быть «в ответе у бояр», среди бояр находился и окольничий Григорий Гаврилович Пушкин.
В 1646 году, 3-го января, государь послал его в товарищи-воеводы к боярину кн. Алексею Никитичу Трубецкому, но 4-го марта он получил важное самостоятельное поручение отправиться посольством в Шведскую землю к королеве Христине, для подтверждения прежнего Столбовского договора. Пушкин, по мнению московской дипломатии того времени, добился прекрасных результатов: королева подтвердила договор, хотя в грамоте к ней имя государя было написано с «повышением», а имя королевы «с умалением». Вскоре по возвращении в Москву (15-го августа 1646 г.) Пушкин был пожалован из окольничих в бояре. Так Григорий Гаврилович был первым боярином в роду Пушкиных. Но милости царя Алексея этим не ограничились — в январе 1647 г. он пожаловал Григория Гавриловича высоким званием «оружничего с путём».
В январе 1647 — июле 1654 г. ему было поручено заведование Оружейным и Ствольным приказами и Золотой и Серебряной палатами. В 1650 г. ведал Рейтарский приказ, а в 1649—1654 гг.— Костромскую четь.
В 1648 году, 16-го января, он был на свадьбе царя Алексея Михайловича «сидячим боярином» со стороны государыни, вместе с боярином кн. Михаилом Михайловичем Темкиным-Ростовским, а жена его, Ульяна Осиповна, была также со стороны государыни «в сидячих боярынях». Несмотря на пожалование боярством в 1646 году, Пушкин ещё в 1648 году не был поверстан в соответствующий оклад, и только после подачи, в августе 1648 года, челобитной был поверстан окладом. Во время мятежа (3-го февраля 1649 г.) дом Пушкина, находившийся на Дмитровке, в Москве, в Белом городе, наравне с домами нелюбимых народом лиц, подвергся разграблению и разрушению.
В том же 1649 году (29-го ноября) указано было боярину и оружейничему Пушкину, получившему для посольства титул «наместника Нижнего Новгорода», с братом своим, окольничим Степаном Гавриловичем Пушкиным, получившим прежний посольский титул брата — «наместника Алаторского» и дьяком Гаврилой Леонтьевым, отправиться в Польшу в посольство к новому королю Яну-Казимиру. Целью посольства было поздравить нового короля с принятием престола, подтвердить Поляновский договор и требовать наказания тем лицам, которые пишут и печатают предосудительные для России книги, а также о выдаче самозванца Анкундинова.
Выехав 8 января 1650 года, послы прибыли в Варшаву и после переговоров добились того, что в присутствии послов (9-го июля) книги, оскорбительные для России, были на площади сожжены, а с королём учинён новый договор, Поляновский же договор (1634 г.) подкреплён новой королевской ратификацией. По возвращении из посольства, в том же (1650) году Пушкин был пожалован (22-го октября) за «службу посольскую» к царскому столу, а после стола ему были даны в награду: «шуба бархат золотной», кубок, придачи к прежнему окладу 100 рублей, да кроме того из государевых дворцовых волостей село Голенищево с деревнями «в вотчину». В том же (1650) году, когда пришла весть в Москву, что хан Крымский вышел из Крыма с войском и стоит уже на Орле и оттуда ведёт переговоры с черкасами, чтобы вместе двинуться на Украину, то 7-го ноября этого года указано было послать воевод по «местам», а не по «полкам», причём на Тулу 2-м «меньшим» воеводою послан был боярин и оружничий Г. Г. Пушкин (1-м воеводою был боярин кн. Алексей Никитич Трубецкой). Когда в 1652 году, в одну из отлучек государя из Москвы, во время «похода на богомолье», случился в Москве сильный пожар, то государь наперёд себя выслал в Москву с похода 4-х бояр, находившихся с ним, и среди них и Г. Г. Пушкина.
В 1654 году он принимал участие в Польской войне, находясь в походе государя под Смоленск. Когда государь, по взятии Смоленска и других городов, пошёл в Вязьму, то Смоленск поручил Пушкину и сделал его главным воеводою этого города, а воеводам других окрестных и новозавоёванных городов приказал ссылаться обо всех делах с Пушкиным.
В Смоленске Пушкин был и в 1655 году. Так, известно, что туда 17-го марта 1655 года государь, находясь в то время в Вязьме, послал стольника Семена Даниловича Змеева «с своим государевым жалованьем, с милостивым словом и о здоровье спрашивать».
Но в мае 1655 года, когда государь из Смоленска возвратился в Москву, то с ним возвратился и Пушкин. Во время морового поветрия, свирепствовавшего в Москве в 1654 и отчасти в 1655 году, эпидемия произвела страшные опустошения и в доме Пушкина в Москве, так что из 27-ми человек его дворни осталось в живых только двое.
Скончался Пушкин бездетным в следующем, 1656 году.
Григорий Гавриилович Пушкин принадлежал к одной из старших ветвей рода и был не только самым видным представителем своей ветви, но и всего рода Пушкиных старого времени; он пользовался большою любовью царя Алексея Михайловича, который высоко ценил его дипломатические способности.

## Семья
Жена — Ульяна Осиповна Грязная, внучка Григория Борисовича, двоюродного брата известного опричника Васюка Григорьевича Грязного.